# Yorkshire Pudding

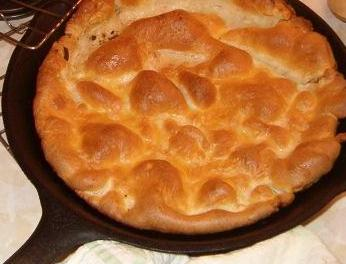
In der Pfanne hergestellter Yorkshire-Pudding

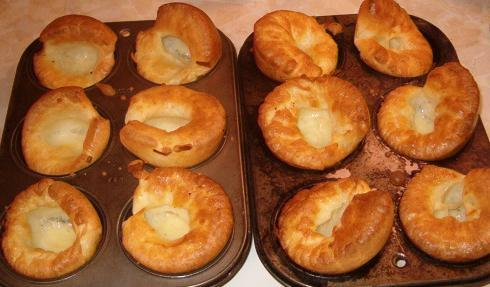
In Portionsformen hergestellte kleine Yorkshire-Puddings

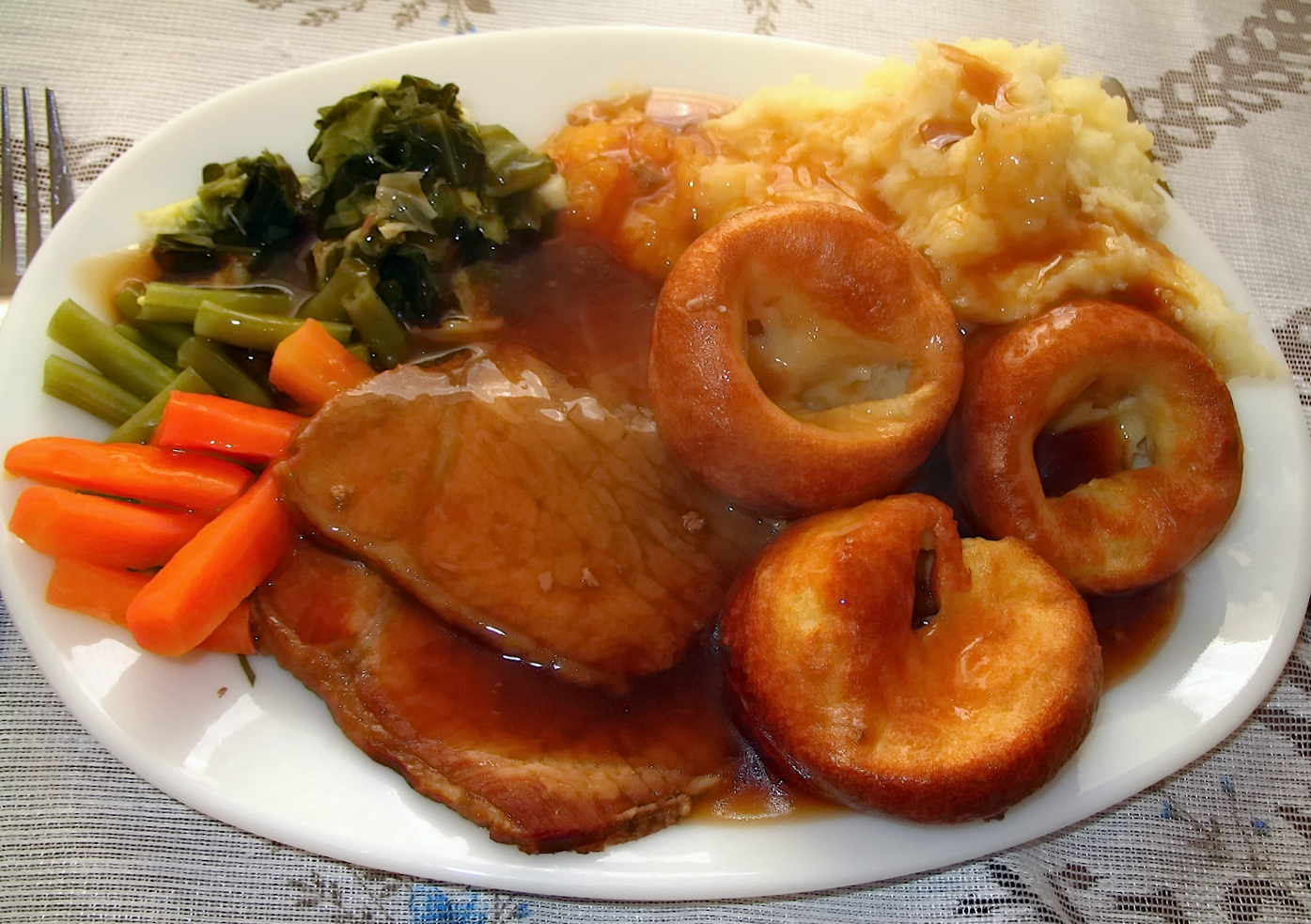
Kleine Yorkshire-Puddings als typische Beilage beim Sunday roast

Yorkshire Pudding ist ein Backwerk, das in der englischen Küche als Beilage zu Steaks, Roastbeef und anderen gebratenen Fleischgerichten gereicht wird.
Hergestellt wird er aus einer Masse aus Mehl, Milch, Eiern und Salz. Die Masse muss sehr flüssig sein und mindestens eine halbe Stunde ruhen. Es gibt zwei Zubereitungsarten für den Yorkshire Pudding. Bei der einen wird die Masse fingerdick in einer Pfanne oder Auflaufform bei starker Hitze im Ofen goldbraun gebacken und anschließend in Rauten geschnitten. 
Bei der anderen Zubereitungsart wird die Masse portionsweise in kleine Pasteten- oder Muffin-Formen gegossen. Damit die Masse aufgeht, müssen Pfanne oder Formen eingefettet und sehr hoch erhitzt werden, bevor die Masse hinzugegeben wird. Bei dieser Zubereitungsart bekommt der Yorkshire-Pudding seine typische Mulde, in die man die Bratensauce geben kann.
Beim traditionellen britischen Sonntagsessen Sunday roast wird Yorkshire-Pudding im selben Ofen wie das Roastbeef oder sonst verwendete Fleisch gebacken, wobei der Pudding unter dem Fleischstück gart, sodass der Bratensaft in den Pudding tropft und ihm zusätzliches Aroma verleiht.
Mit Konfitüre oder Zuckersirup (Golden Syrup) wird Yorkshire-Pudding auch als Nachspeise serviert. Das Rezept ähnelt dem des schwäbischen Pfitzaufs und der amerikanischen Popovers.